# カナリアス (重巡洋艦)
| アルメリア港の重巡洋艦「カナリアス」 | |
| 艦歴                                 | |
| 起工                                 | 1928年8月15日 |
| 進水                                 | 1931年5月28日 |
| 就役                                 | 1936年9月 |
| 退役                                 | 1975年12月17日 |
| その後                               | 1977年解体。 |
| 性能諸元                             | |
| 排水量                               | 基準：10,670トン 常備：-トン 満載：13,700トン                                                                                                  |
| 全長                                 | 193.8m |
| 全幅                                 | 19.5m |
| 吃水                                 | 5.3m～6.5m |
| 機関                                 | ヤーロー式重油専焼缶8基 +パーソンズ式ギヤードタービン4基2軸推進                                                                                |
| 最大主力                             | 90,000hp |
| 最大速力                             | 33.0ノット |
| 航続距離                             | 15ノット/8,000海里 |
| 乗員                                 | 1,042名 |
| 兵装                                 | 1924年型 20.3cm（50口径）連装砲4基 1935年型 12cm（45口径）単装高角砲8基 40mm（60口径）機関砲12門 20mm機銃3丁 53.3cm三連装水上魚雷発射管4基12門 |
| 装甲                                 | 舷側：51mm 甲板：38mm 主砲塔：25mm（前盾）、25mm（側盾）、-mm（後盾）、70mm（天蓋） 火薬庫：114mm 司令塔：-mm                                  |

カナリアス（Canarias）は、スペイン海軍のカナリアス級重巡洋艦。イギリスのヴィッカース・アームストロング社の子会社であるスペイン海軍建設協会 (SECN)によってスペインで建造された。

## 艦歴
「カナリアス」はナショナリスト派海軍の旗艦としてスペイン内戦に従事。1936年後半のエスパルテル岬沖海戦ではスペイン共和国海軍の駆逐艦「アルミランテ・フェランデス」を、オラン沖ではソ連商船「コムソモール」を沈めるなど、計34隻の艦船を沈めた。カナリアスは1937年3月5日のマチチャコ岬の戦いで主役となり、バスク補助海軍の海軍トロール船「ナバラ」を破壊した。 また1938年8月29日には駆逐艦「ホセ・ルイス・ディアス」を損傷させ、ジブラルタルに避難させた。「カナリアス」は共和国の定期船「マル・カンタブリコ」を拿捕したが、これは後に補助巡洋艦に改造された。第二次世界大戦中には、1941年5月にドイツ戦艦「ビスマルク」の生存者捜索に参加した。
この巡洋艦は、（何度かの修理・改装期間を経て）生涯を通じて艦隊旗艦として任務を遂行した。1973年頃、「カナリアス」の寿命を延ばすために大規模な改装が計画されたが、米海軍関係者の協力を得て行われた船の状態調査では、工事を行うには老朽化しすぎているという結論に達した。博物館船にするための努力もなされたが、そのための資金はほとんど集まらなかった。1975年に廃船となり、1977年にはスクラップとして売却されたが、解体場所までは自力で航行した。